# 栗林卓司
栗林 卓司（くりばやし たくじ、1931年（昭和6年）3月8日 - 1997年（平成9年）9月21日）は、昭和期の労働運動家、政治家。参議院議員（3期、民社党）。

## 来歴
本籍宮城県仙台市。千葉県、現在の市川市で元陸軍主計大佐の長男として生まれる。東京府立第六中学校から疎開のため栃木県立宇都宮中学校に転校。学徒勤労動員により戦闘機の生産に従事した。戦後に仙台に移り、宮城県仙台第二中学校を経て、1954年（昭和29年）東北大学法学部を卒業した。
1954年日産自動車に入り吉原工場に配属された。日産自動車労働組合（日産労組）に入り吉原支部青年部の結成に尽力。1964年（昭和39年）日産労組情宣部長、1965年（昭和40年）同副組合長になる。翌年日本自動車産業労働組合連合会（自動車労連）情宣局長になり、1968年（昭和43年）同副会長になる。また、自動車産業労働組合協議会（自動車労協）幹事、民社党中小企業対策副委員長、同公害対策副委員長なども務めた。
1971年（昭和46年）6月の第9回参議院議員通常選挙で全国区に民社党公認で立候補して初当選。以後、1977年（昭和52年）7月の第11回通常選挙（全国区）、1983年（昭和58年）6月の第13回通常選挙（比例区）でも再選され、参議院議員に連続3期在任した。この間、民社党中央執行委員、党機関紙局長、全日本自動車産業労働組合総連合顧問、全日本資源産業労働組合連合会顧問などを務めた。1989年（平成元年）に引退。1997年（平成9年）9月21日、脳内出血のため神奈川県横浜市保土ケ谷区の病院で死去、66歳。死没日をもって勲二等旭日重光章追贈、正四位に叙される。